# Tomás Antonio Álvarez Baena
Tomás Antonio Álvarez Baena (Madrid, 7 de marzo de 1746-¿?) fue un escritor español.

## Biografía
Natural de Madrid, donde nació en 1746, fue bautizado en la parroquia de San Sebastián. Fue autor de obras como Excelencias de Granada ó descripción histórico geográfica de esta ciudad, noticia de su fundación y estado antiguo y moderno, en dos tomos; Descripción general geográfico-histórica del mundo, en seis; Noticia de la vida y acciones de Carlos III, Rey de España, en uno, y Discurso sobre la fantasía humana. Se desconoce cuándo falleció. Su hermano José Antonio fue cronista, historiador y biógrafo.